# Franklinton (Louisiana)
Franklinton is een plaats (town) in de Amerikaanse staat Louisiana, en valt bestuurlijk gezien onder Washington Parish.

## Demografie
Bij de volkstelling in 2000 werd het aantal inwoners vastgesteld op 3657.
In 2006 is het aantal inwoners door het United States Census Bureau geschat op 3718, een stijging van 61 (1.7%).

## Geografie
Volgens het United States Census Bureau beslaat de plaats een oppervlakte van
10,8 km², waarvan 10,7 km² land en 0,1 km² water. Franklinton ligt op ongeveer 60 m boven zeeniveau.

## Plaatsen in de nabije omgeving
De onderstaande figuur toont nabijgelegen plaatsen in een straal van 36 km rond Franklinton.